# 시청자 의견을 듣습니다
좆같네
시청자 의견을 듣습니다는 1993년 10월 24일부터 2000년 4월 30일까지 방송되었던 TV비평 옴부즈맨 프로그램이었다.

## 기획 의도
KBS의 프로그램에 관한 다양한 시청자 의견을 전달했던 TV비평 옴부즈맨 프로그램이었다.

## 방송 시간
특집편성일 경우 이전 요일 및 다음 요일로 변경하거나 해당 방송시간이 앞당기며 또는 늦춰 방송시간이 변경되었다.
| 방송 채널 | 방송 기간                          | 방송 시간                            |
| --------- | ---------------------------------- | ------------------------------------ |
| KBS 1TV   | 1993년 10월 24일 ~ 1995년 2월 19일 | 매주 일요일 오후 5시 30분 ~ 6시      |
| KBS 1TV   | 1995년 2월 26일 ~ 1995년 4월 30일  | 매주 일요일 밤 11시 30분 ~ 12시      |
| KBS 1TV   | 1995년 5월 6일 ~ 1995년 11월 4일   | 매주 토요일 오전 11시 30분 ~ 12시    |
| KBS 1TV   | 1995년 11월 11일 ~ 1996년 3월 2일  | 매주 토요일 낮 12시 10분 ~ 12시 40분 |
| KBS 1TV   | 1996년 3월 8일 ~ 1996년 10월 11일  | 매주 금요일 밤 11시 45분 ~ 12시 35분 |
| KBS 1TV   | 1996년 10월 20일 ~ 1999년 4월 25일 | 매주 일요일 아침 7시 ~ 7시 30분      |
| KBS 1TV   | 1999년 5월 1일 ~ 1999년 10월 17일  | 매주 토요일 오후 5시 15분 ~ 6시      |
| KBS 1TV   | 1999년 10월 24일 ~ 2000년 4월 30일 | 매주 일요일 오전 11시 10분 ~ 12시    |

## 역대 진행자
- 김재원(21기)[1]
- 김기태(언론인)
- 강영희 방송인